# Carebara thorali
Erebomyrma thorali, Oligomyrmex thorali
Espèce
Synonymes
- †Erebomyrma thorali Théobald, 1937
- †Oligomyrmex thorali (Théobald, 1937)

Carebara thorali est une espèce fossile de fourmi du genre Carebara ailé de la sous-famille des Myrmicinae et de la famille des Formicidae.

## Classification
Erebomyrma thorali est décrite en 1937 par le paléontologue français Nicolas Théobald (1903-1981)  dans les notes complémentaires à sa thèse,. C'est aussi une fourmi ailée,. 

### Fossiles
L'holotype MA. 127, découvert à Aix-en-Provence, de l'ère Cénozoïque, et de l'époque Oligocène (33,9 à 23,03 Ma.)« faisait partie de la collection de l'institut de géologie de Montpellier, et a été communiqué à Nicolas Théobald par M. Thoral, professeur de géologie à l'Université de Montpellier »,.

### Confirmation du genreCarebara
L'espèce Carebara thorali est confirmée dans le genre Carebara en 2012 par le myrmécologue anglais Barry Bolton (1938-).   

### Étymologie
L'épithète spécifique thorali honore M. Thoral, professeur de géologie à l'Université de Montpellier qui lui a communiqué ce fossile.

## Description

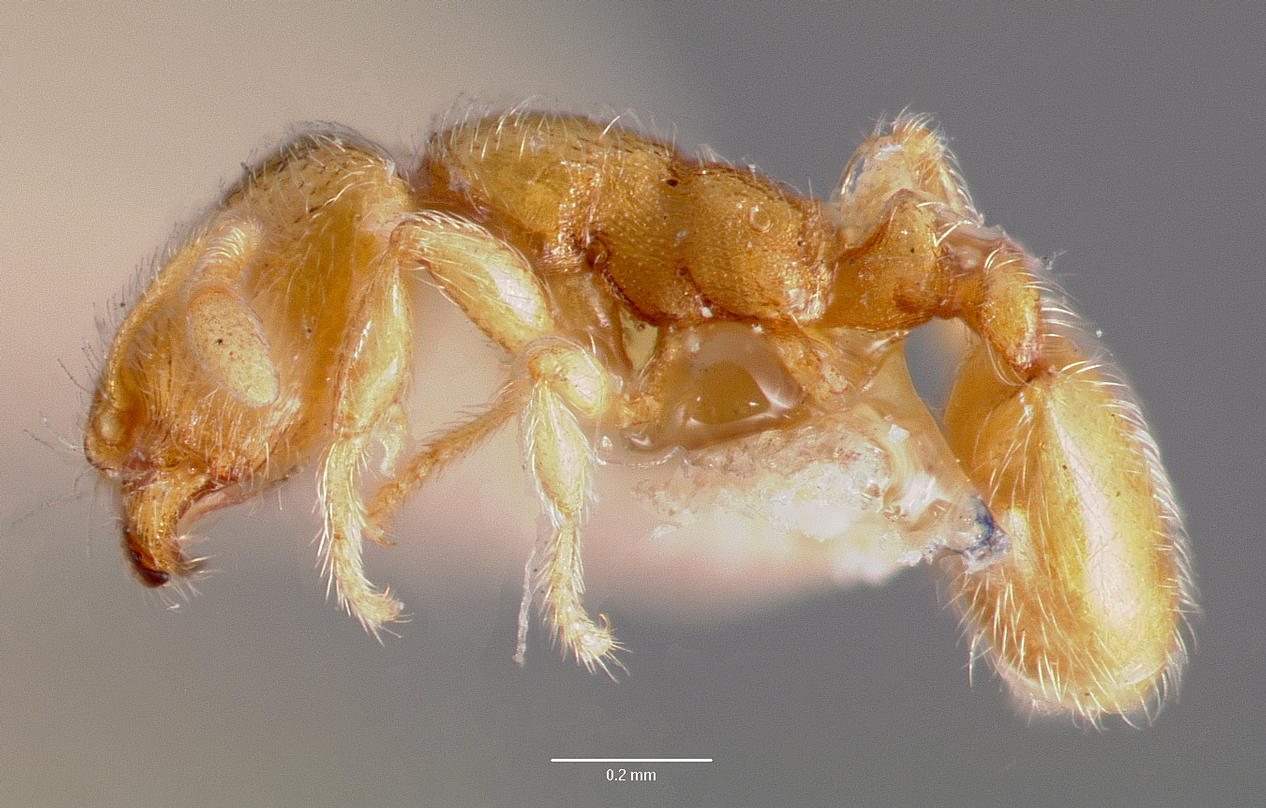
Travailleuse Carebara longii aux États-Unis, espèce sœur vivante

### Caractères
La diagnose de Nicolas Théobald en 1937, : 

« Insecte bien conservé, couché sur le côté, montrant la tête avec les antennes, le thorax avec les pattes et les ailes ainsi que l'abdomen. 
Tête presque verticale, subglobuleuse, aplatie à l'avant et fixée en bas de la partie antérieure du thorax; yeux latéraux de forme ovoïde. Antennes insérées à l'intérieur des yeux, aussi longues que la tête et le thorax réunis, 13 (?) articles, scape court et gros, funicule formé d'articles cylindriques à peu près égaux entre eux. Thorax de forme ovale, le prothorax court, le métathorax gibbeux recouvrant le prothorax et faisant fortement saillie ; le métathorax court et déclive (scutellum); le postscutellum de forme subrectangulaire. Abdomen rattaché à l'extrémité du thorax par un pétiole de deux articles, le premier article relevé obliquement vers le haut et en forme de nœud, le deuxième élargi à l'arrière et se rattachant au suivant par toute sa base. L'abdomen proprement dit est recourbé, il est formé de cinq segments bien séparés et d'un sixième très court, le premier segment étant de beaucoup le plus important; vers le dernier segment on aperçoit une ligne plus foncée correspondant sans doute à l'organe génital mâle. Pattes de forme ordinaire, tarse de cinq articles dont le premier est très allongé, sur une des pattes III on voit un éperon à l'extrémité du tibia, la brosse qui sert à nettoyer les antennes n'est pas visible. 
Ailes relevées sur le dos et atteignant l'extrémité de l'abdomen. Les ailes antérieures et postérieures sont plus ou moins superposées, néanmoins la nervation est parfaitement déchiffrable. Aile antérieure avec nervure costale (a) peu marquée, stigma (s) court, nervure souscostale (b) forte et légèrement concave vers l'avant, nervure externomédiane (c) aboutissant à une cellule discoidale (u) subquadrangulaire, cette cellule discoidale n'est pas contiguë au stigma, il en part une nervure cubitale qui s'efface rapidement, mais qui semble se diviser et se réunir à la nervure radiale (f), elle-même très effacée, pour donner une cellule cubitale (w) qui serait donc fermée; nervure anale (d) réunie à la nervure (c) par une courte nervure transverso-médiane (z) et s'effaçant au-delà. Aile postérieure avec deux nervures longitudinales. ».

### Dimensions
La longueur du corps est de 6 mm; de la tête de 0,5 mm; du thorax de 2,5 mm ; de l'abdomen de 3,5 mm ; des ailes de 5 mm. 

### Affinités
« D'après la nervation des ailes il s'agit indubitablement d'un Hymnénoptère Formicidé. La structure du pétiole et de l'abdomen sont celles des Myrmicidés. Dans la tribu des Solenopsidini le genre Erebomyrma Wheeler renferme des espèces très voisines. Erebomyrma antiqua (Mayr) Wheeler de l'ambre de la Baltique a certains caractères communs avec notre échantillon, mais il en diffère par la structure des antennes et des ailes. Dans E. antiqua le premier article du funicule est nettement plus long que les suivants sans être renflé, dans E. thorali cet article semble plus court, il est dans tous les cas plus renflé que les suivants. E antiqua a une cellule cubitale et une cellule radiale nettement fermées alors que dans l'exemplaire d'Aix les cellules cubitale et radiale sont très effacées. Il s'agit donc d'une autre espèce, peut-être même d'un autre genre, mais qui serait dans tous les cas très voisin des Erebomyrma. ».

## Biologie
« Les espèces actuelles d'Erebomyrna habitent les régions tropicales d'Amérique (Texas, Pérou). Ces fourmis ainsi que les formes voisines appartenant aux Solenopsis, Dipomorium, Aëomyrma, vivent en commensales avec d'autres Formicidés et des Termites. Ces groupes étant représentés aussi bien dans l'ambre de la Baltique que dans l'Oligocène d'Aix, il est possible que les mêmes relations biologiques aient existé dès cette époque. ».

### Publication originale
- [1937] Nicolas Théobald, « Notes complémentaires sur les insectes fossiles oligocènes de gypses d'Aix-en-Provence », Bulletin Mensuel de la Société des Sciences de Nancy, vol. (5)6,‎ juin 1937, p. 157-178, 2 planches,7 figures. (ISSN 1155-1119, lire en ligne [PDF]). .